# 壶丘之战
壶丘之战，公元前618年（周顷王元年，鲁文公九年，楚穆王八年，陈共公十四年），楚国攻打陈国的战役。
前620年，年幼的晋灵公即位，晋国难以履行作为霸主的职责。楚国看准时机，继续向中原图谋霸业。前618年春，楚穆王进攻郑国，郑国归附楚国。因为陈国归服了晋国，同年夏，楚国入侵陈国，攻下壶丘（今河南省新蔡县东南）。秋，楚国公子朱从东夷进攻陈国，陈国军队打败了公子朱，俘虏了公子茷。但是，陈国害怕楚国报复，就归附楚国。